# Snainton
Snainton – wieś w Anglii, w hrabstwie North Yorkshire, w dystrykcie (unitary authority) North Yorkshire. Leży 45 km na północny wschód od miasta York i 304 km na północ od Londynu. W 2001 miejscowość liczyła 891 mieszkańców.